# Accordo di Saint Andrews
L'accordo di Saint Andrews (in inglese: St Andrews Agreement, in irlandese: Comhaontú Chill Rímhinn) è un accordo tra il governo dell'Irlanda, il governo del Regno Unito e i partiti dell'Irlanda del Nord del 2006. L'accordo ha portato alla ricostituzione dell'Assemblea dell'Irlanda del Nord con le elezioni del 7 marzo 2007.

## Contesto
Il 14 ottobre 2002, l'Assemblea dell'Irlanda del Nord è stata sospesa poiché i partiti protestanti hanno accusato il Sinn Féin cattolico affiliato all'IRA che quest'ultima non si era ancora completamente disarmata e che anche i membri del Sinn Féin stavano spiando per conto dell'IRA. Dopo difficili negoziati tra il governo della Repubblica d'Irlanda e il governo della Gran Bretagna con la partecipazione dei partiti dell'Irlanda del Nord a Saint Andrews, in Scozia, i membri dell'Assemblea dell'Irlanda del Nord si sono riuniti nuovamente dopo un accordo nel novembre 2006 per firmare ufficialmente l'accordo di Saint Andrews. Sulla base di questo accordo, le nuove elezioni si sono svolte in Irlanda del Nord il 7 marzo 2007 e l'autogoverno è stato ripristinato il 26 marzo con la riunione dei parlamentari.

## Contenuto
Ogni attore concorda su una tabella di marcia in grado di portare alla restaurazione dell'esecutivo nordirlandese: il Sinn Féin si impegna a riconoscere la legittimità della nuova forza di polizia nordirlandese, ex Royal Ulster Constabulary (RUC), ora Police Service of Northern Ireland (riformata al fine di garantire la parità di reclutamento tra cattolici e protestanti). Il DUP promette di formare un governo di coalizione con i nazionalisti del Sinn Féin e il governo di Westminster si impegna a promuovere il decentramento dei poteri di giustizia e polizia entro due anni.